# オスカー・ファレニウス
ラース・エリック・オスカー・ファレニウス（Lars Erik Oskar Fallenius, 2001年11月1日 - ）は、スウェーデン・ストックホルム県ニュネスハムン出身のサッカー選手。ユールゴーデンIF所属。ポジションはMF。

## クラブ経歴
2012年にIFブロマポイカルナのユースアカデミーに入所。2018年11月のトップチーム昇格が決まり、プロ契約を締結。2019年シーズンよりトップチームに登録され、同年4月7日のスーペルエッタン (2部リーグ)のダルクルドFF戦でプロデビュー。8月11日のトレッレボリFF戦でプロ初ゴールを記録。同年シーズンは3ゴールを決めるも、チームは2部リーグで15位に終わり、ディヴィション1 (3部リーグ)に降格。しかし、3部でのプレーとなった2020年シーズンに得点能力が開花。同年シーズンはシーズン終盤にマルチゴールを連発し、28試合で16ゴールを決めた。
2021年1月4日、ブレンビーIFと3年半の契約を締結。移籍1年目の2020-21シーズンは5試合に出場。チームは2004-05シーズン以来のリーグ優勝を達成した。
2022年3月31日、IKスタルトにレンタル移籍。

## 代表経歴
2018年から、U-19のスウェーデン代表に招集されている。